# Pew Research Center
Pew Research Center (pol. Centrum Badawcze Pew) – amerykański ośrodek badawczy informujący opinię publiczną o problemach, poglądach i tendencjach kształtujących społeczeństwa na całym świecie. Centrum utrzymuje, że jest instytucją bezstronną i nie zajmuje stanowiska politycznego.

## Zadania
Centrum prowadzi badania opinii publicznej i badania demograficzne, analizy treści i badania społeczne na podstawie danych. Ośrodek zajmuje się zagadnieniami związanymi z polityką i sprawowaniem władzy w Stanach Zjednoczonych, dziennikarstwem i mediami, Internetem, nauką i technologiami, religią i życiem publicznym, trendami związanymi z ludnością pochodzenia latynoskiego i hiszpańskiego, globalną sytuacją i trendami, a także tendencjami społecznymi i demograficznymi. Tworzone raporty publikuje na własnej stronie internetowej.

## Finansowanie
Pew Research Center jest podmiotem zależnym głównego fundatora, funduszu Pew Charitable Trusts. Działalność Centrum finansuje także Fundacja Templetona.